# القعاد (نجرة)

تعديل مصدري - تعديل

القعاد هي إحدى قرى عزلة القيلة بمديرية نجرة التابعة لمحافظة حجة، بلغ تعداد سكانها 221 نسمة حسب تعداد اليمن لعام 2004.